# Абражанов, Александр Алексеевич
Алекса́ндр Алексе́евич Абражанов (6 марта 1867, Ржев, Тверская губерния — 17 мая 1931 или 30 апреля 1930, Днепропетровск) — русский и советский врач, доктор медицины, профессор.

## Биография
Родился в 1867 году во Ржеве Тверской губернии.
Окончив в 1891 году медицинский факультета Императорского Варшавского университета, работал в Мариинской больнице в Петербурге. В 1893 году за революционную пропаганду среди рабочих был арестован и выслан под надзор полиции на Урал — на Юрюзанский завод Златоустовского уезда Уфимской губернии. Работал главным врачом уездной земской больницы в Златоусте, где вёл научные исследования в области костной хирургии. В 1900 году в Военно-медицинской академии Петербурга защитил докторскую диссертацию «Пересадка и пломбировка костей».
С 1903 года Абражанов работал в Полтаве; с 1913 года — в Харькове. С 1922 года до конца жизни заведовал кафедрой факультетской хирургии Днепропетровского медицинского института (ДМИ, ныне Днепропетровская медицинская академия). Был членом ВКП(б)/КПСС.
Александр Алексеевич Абражанов опубликовал более 60 научных работ по хирургии (в частности костной хирургии), нейрохирургии, онкологии, хирургическому лечению туберкулеза, акушерству и гинекологии. Он является автором метода чрезмыщелковой ампутации бедра (1898) и удлинения нижней конечности за счет стопы (1909), создал в ДМИ хирургическую школу. Педагогическую и научную работу он сочетал с общественной деятельностью: был председателем Уфимского, Полтавского и Днепропетровского научных медицинских хирургических обществ.
Умер 17 мая 1931 года в Днепропетровске Украинской ССР от остановки сердца во время проведения операции.

## Память
- О жизни и врачебной практике Александра Алексеевича Абражанова, работавшего в заводской больнице Юрюзани с 1893 по 1899 год, краевед Л. Н. Сурин написал очерк «Чудесный доктор».[5]
- Именем А. А. Абражанова названа улица в Юрюзани.[6]